# Ребрандинг
Ребрандинг (на английски: rebranding) е изменение на името, логото или визуалното оформление на образа на дадена търговска марка, а също и евентуалната и цялостна промяна не само на външния изглед, но и на идеите, които изразява, както и цялостната ѝ пазарна концепция и пазарна ориентация.
В случай на промяна само на логото или шрифта за изписване името на марката, става дума главно за рестайлинг (restyling).
При ребрандинг, освен външните аспекти на марката/фирмата се изменят до голяма степен и пазарният сегмент на ориентация, типологията и насочеността на рекламата, както и до голяма част основната маркетингова стратегия.
Пример за ребрандинг е промяната на името и логото на Мобилтел през 2012 г., когато компанията променя своя слоган, музикален подпис и лого.